# أليغو راسيل
أليغو راسيل (بالإسبانية: Alejo Russell) هو لاعب كرة مضرب أرجنتيني، ولد في 9 سبتمبر 1916 في قرطبة في الأرجنتين، وتوفي في 27 مايو 1977 في بايون في فرنسا.

## وصلات خارجية
- أليغو راسيل على موقع رابطة محترفي التنس (الإنجليزية)
- أليغو راسيل على موقع الاتحاد الدولي لكرة المضرب (الإنجليزية)
- أليغو راسيل على موقع كأس ديفيز (الإنجليزية)
- أليغو راسيل على موقع أرشيف التنس.كوم (الإنجليزية)
- أليغو راسيل على موقع خلاصة التنس.كوم (الإنجليزية)